# Xiphorhynchus susurrans
Xiphorhynchus susurrans  (лат.) — воробьиная птица, гнездящаяся в тропиках Центральной и Южной Америки, а также в Тринидаде и Тобаго, Северной Колумбии и Северной Венесуэле. Ранее считалась подвидом желтогорлого мечеклювого древолаза (лат. Xiphorhynchus guttatus).

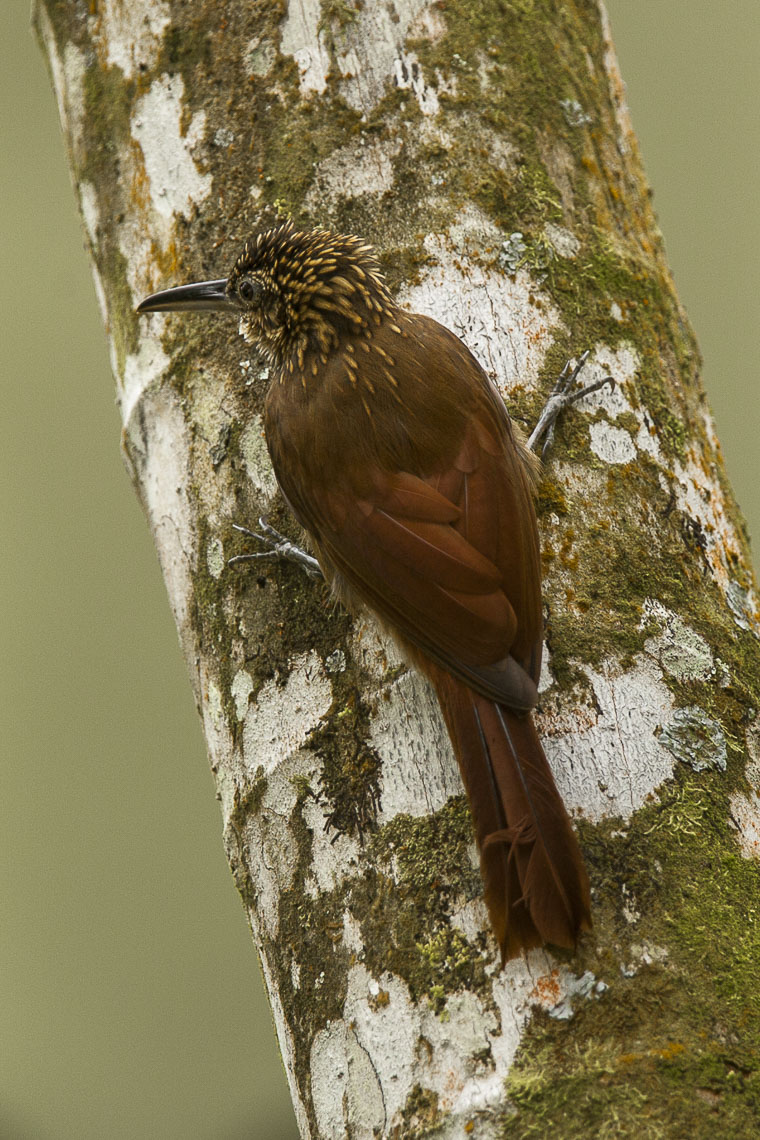

Вид, как правило, имеет длину 23 см и вес 37 грамм. Голова и шея тёмно-коричневые с тёмными полосками, верхняя часть тела — печёночно-коричневая, а крылья и хвост — рыжие. Нижняя часть тела — оливково-коричневая с жёлтыми полосами на груди. Клюв длинный, чёрный, слегка загнутый с крючком на конце. Типичная вокализация птицы — громкое кью-кью-кью-кью.
Этот вид древолазов является обычной и широко распространенной птицей лесов и обрабатываемых земель с деревьями. Она строит берестяное гнездо в дуплах или полых стволах деревьев и откладывает два белых яйца. Xiphorhynchus susurrans является насекомоядной птицей, которая питается муравьями, пауками и насекомыми. Она обычно питается на нижней части деревьев или на земле в одиночку, однако следует за колоннами армии муравьёв в группе до десятка птиц.

## Систематика

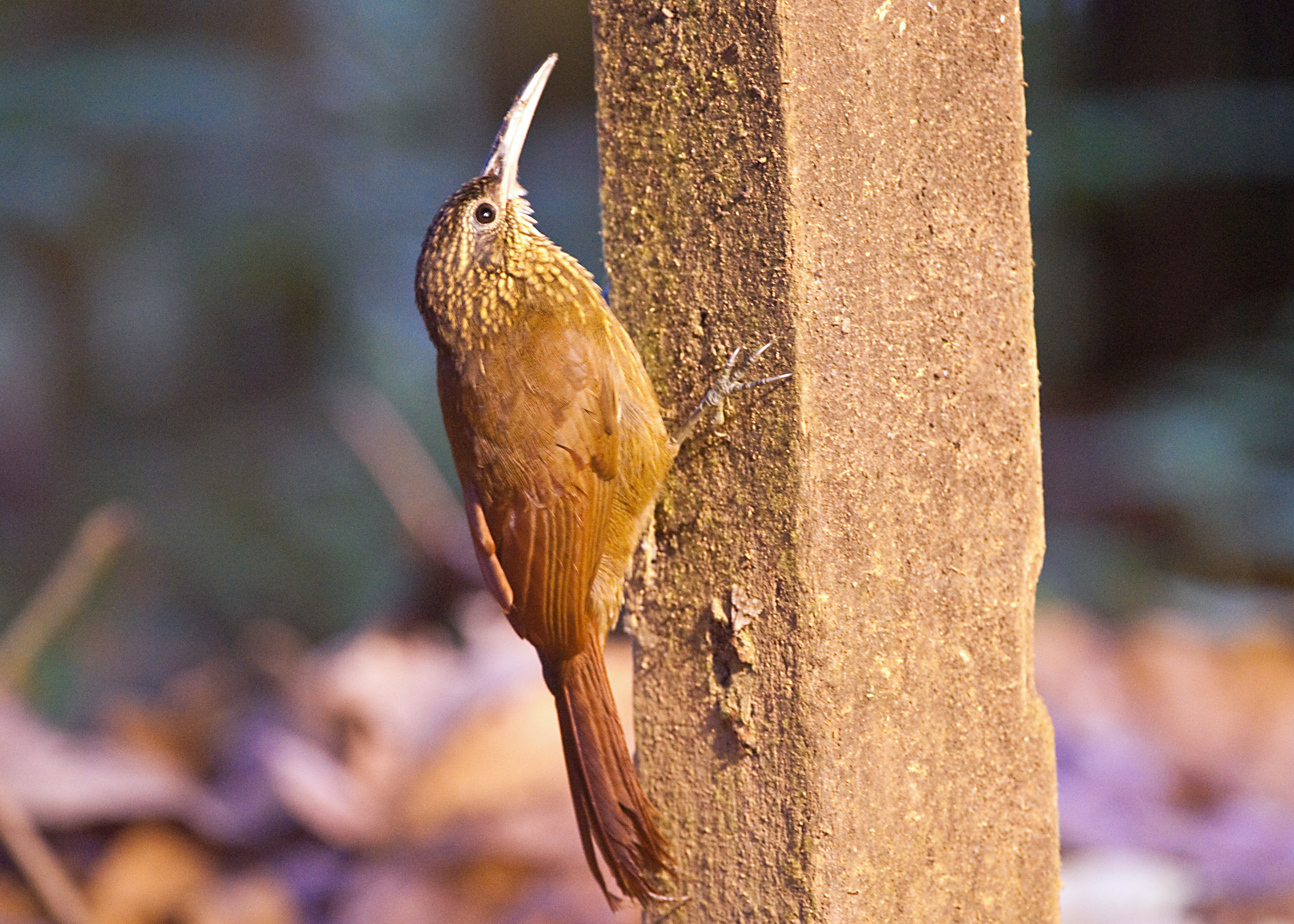
в Кордильера-Таламанка

Xiphorhynchus susurrans ранее входил в состав желтогорлого мечеклювого древолаза в качестве подвида, однако был признан как отдельный вид. Как правило, признаются восемь подвидов Xiphorhynchus susurrans, разделённые на две группы. Не совсем ясно, каково родство между ними и желтогорлого мечеклювого древолаза.

### Подвиды
Международный союз орнитологов выделяет 8 подвидов.
- группа susurrans
  - X. s. susurrans (Jardine, 1847) Обитает в Тринидаде и Тобаго, иногда залетая на континент.
  - X. s. jardinei (Dalmas, 1900) Обитает на северо-востоке Венесуэлы.
  - X. s. margaritae Phelps, Sr. & Phelps, Jr., 1949 Обитает на острове Маргарита.
- группа nanus
  - X. s. nanus (Lawrence, 1863) Обитает на прибрежных восточных территориях Панамы до юга Толимы и от востока до штата Миранда.
  - X. s. costaricensis (Ridgway, 1888) Обитает на прибрежных территориях от северо-востока Гондураса до запада Панамы.
  - X. s. confinis (Bangs, 1903) Обитает на востоке карибского склона Гватемалы и до севера Гондураса.
  - X. s. rosenbergi Bangs, 1910 Обитает на возвышенности Валье-дель-Каука.
  - X. s. marginatus Griscom, 1927 Обитает на тихоокеанском склоне Панамы.